# Tornado de Bejucal de 1940
En 26 de diciembre del año 1940, en la pequeña urbanización de Bejucal se registró el primer tornado F4 en el Mar Caribe. El sistema generó vientos de hasta 350 km/h. Es el único EF5 registrado en el mar Caribe.

## Sistema
El sistema recorrió alrededor de 7 km con una anchura de 500 m. 
Se formó entre las Charangas de Bejucal. Los militares intentaron disparar balas al sistema pero eso no hizo que se disipara.